# Одюбон (Нью-Джерсі)
Одюбон (англ. Audubon) — місто (англ. borough) в США, в окрузі Кемден штату Нью-Джерсі. Населення — 8707 осіб (2020).

## Географія
Одюбон розташований за координатами 39°53′24″ пн. ш. 75°4′21″ зх. д. / 39.89000° пн. ш. 75.07250° зх. д. (39.890128, -75.072382).  За даними Бюро перепису населення США в 2010 році місто мало площу 3,90 км², з яких 3,85 км² — суходіл та 0,04 км² — водойми.

## Демографія

Згідно з переписом 2010 року, у селищі мешкало 8819 осіб у 3600 домогосподарствах у складі 2292 родин. Було 3779 помешкань
Расовий склад населення:
| - 95,2 % — білих - 1,4 % — чорних або афроамериканців - 1,1 % — азіатів - 0,1 % — корінних американців |

До двох чи більше рас належало 1,1 %. Частка іспаномовних становила 3,3 % від усіх жителів.
За віковим діапазоном населення розподілялося таким чином: 21,2 % — особи молодші 18 років, 65,6 % — особи у віці 18—64 років, 13,2 % — особи у віці 65 років та старші. Медіана віку мешканця становила 40,4 року. На 100 осіб жіночої статі у селищі припадало 94,3 чоловіків;  на 100 жінок у віці від 18 років та старших — 91,9 чоловіків також старших 18 років.
Середній дохід на одне домашнє господарство  становив 87 028 доларів США (медіана — 79 000), а середній дохід на одну сім'ю — 105 812 долари (медіана — 98 523). Медіана доходів становила 63 246 доларів для чоловіків та 49 420 доларів для жінок. За межею бідності перебувало 5,6 % осіб, у тому числі 5,5 % дітей у віці до 18 років та 5,7 % осіб у віці 65 років та старших.
Цивільне працевлаштоване населення становило 4850 осіб. Основні галузі зайнятості: освіта, охорона здоров'я та соціальна допомога — 26,2 %, науковці, спеціалісти, менеджери — 13,1 %, роздрібна торгівля — 10,0 %, мистецтво, розваги та відпочинок — 7,8 %.

## Відомі люди
У місті народилися:
- Джо Флакк — квотербек команди «Балтимор Райвенс», чемпіон Супер Боул XLVII.